# Franz Seraphicus Schmid
Franz Seraphicus Schmid (* 23. Juli 1764 in Lichtental bei Wien; † 10. Januar 1843 in Wien) war ein österreichischer römisch-katholischer Geistlicher und Verfasser theologischer Schriften.

## Leben
Franz Seraphicus Schmid war der Sohn eines Schustermeisters.
Er trat 1779 in den Franziskanerorden ein. Weil Kaiser Joseph II. im Rahmen einer Kirchenreform alle kirchlichen Institutionen aufheben ließ, die sich nur dem kontemplativen Leben widmeten und keiner für die Allgemeinheit nützlichen Tätigkeit (wie Schulwesen, Krankenpflege, Seelsorge) nachgingen, rieten die Oberen Franz Seraphicus Schmid dazu, den Orden zu verlassen und in das Wiener Generalseminar einzutreten, um dort und an der Universität Wien Theologie zu studieren.
Nach der Priesterweihe 1788 wurde er Kooperator in Probstdorf in Niederösterreich. 1790 wurde er dann durch Kardinal Christoph Anton von Migazzi als Kantor an die Wiener fürsterzbischöfliche Chur, in dem sich das erzbischöfliche Alumnat befand, berufen. 1794 wurde Franz Seraphicus Schmid Spiritual des Klerikalseminars und fungierte 1806/07 als dessen Direktor.
An der Chur zu St. Stephan rückte er 1797 zum Leviten, 1801 zum Kooperator und 1809 zum Kuraten auf und damit begann seine eigentliche seelsorgerische Tätigkeit. Er war Beichtvater aller Bevölkerungsschichten, so der Fürsterzbischöfe Sigismund Anton von Hohenwart  und Leopold Maximilian von Firmian, sowie dem Stadtpatron von Wien, Klemens Maria Hofbauer und der Kaiserin Karoline Auguste von Bayern, aber auch des Räubers Johann Georg Grasel vor dessen Hinrichtung. Er wurde auch häufig durch den Erzbischof Vincenz Eduard Milde zu Beratungen herangezogen. Seine intensive Armen- und Krankenfürsorge trugen ihm die Bezeichnung „wandelnder Apostel der Armen“ ein.
1825 zeichnete ihn Kaiser Franz I. mit einem Kanonikat in St. Stephan aus, 1827 wurde er zum infulierten (ehrenhalber zum Tragen einer Mitra berechtigter Prälat) Domkantor ernannt. 1838 wurde er päpstlicher Hausprälat.
Aufgrund einer Brustschwäche übte er das Prediger-Amt nicht aus, sondern verlegte sich auf das Anfertigen verschiedener Lese-, Gebet- und Erbauungsbücher für das Landvolk, für junge Christen, für katholische Christinen, für Gefangene, für Kranke, für Soldaten, für Dienende, für Handwerker, für Bürger, für höhere Stände. Diese Schriften brachten es auf fünf, sieben, elf und mehr Auflagen. Viele von seinen Andachtsschriften verfasste er nicht nur in der deutschen und lateinischen, sondern auch in der italienischen, französischen, englischen und griechischen Sprache. Für die Juden ließ er die messianischen Weissagungen in der hebräischen Ursprache abdrucken.

## Werke
- Franz Seraphicus Schmid; Christian Grosser; Augustin Zenger: Lese- und Betbuch für Gefangene. Wien: Christian Großer, 1799
- Christkatholisches Hausbuch. Wien: Strauß, 1823.
- Leben Jesu und der Heiligen. Wien: Strauß, 1830
- Das Jahr des katholischen Christen. Wien: Anton Strauß’s sel. Witwe, 1830.
- Der christliche Reisegefährte. Wien: Strauß, 1831.
- Lese- und Gebetbuch für Bürger. Wien: Sartori 1846.
- Lectiones in usum cleri. Vindobonae: C. Sartori, 1866.
- Lese- und Bethbuch für höhere Stände. Frankfurt am Main Universitätsbibliothek Johann Christian Senckenberg 2016.